# Kong-King
Kong-King anche conosciuto col titolo Il negozio di animali (The Pet Store) è un film del 1933 diretto da Wilfred Jackson. È un cortometraggio animato della serie Mickey Mouse, prodotto dalla Walt Disney Productions e uscito negli Stati Uniti il 28 ottobre 1933, distribuito dalla United Artists.

## Trama
Topolino ottiene un lavoro presso il negozio di animali di Tony, e mentre il proprietario è lontano Minni gli fa visita. Beppo, un gorilla del negozio, si ispira a una foto del film del 1933 King Kong e fugge dalla sua gabbia, rapisce Minni e si arrampica su una torre di scatole. Uno stormo di uccelli ed un esercito di altri animali combattono il gorilla e creano una grande confusione nel negozio. Topolino e Minni dovranno scappare appena in tempo prima che il proprietario ritorni.

## Distribuzione

### Edizione italiana
Esistono due edizioni italiane del corto. Nel DVD Walt Disney Treasures: Topolino in bianco e nero è stata inclusa l'edizione originale, senza doppiaggio italiano. Quella trasmessa in TV è invece doppiata in italiano e presenta dei nuovi titoli di testa e di coda.

## Edizioni home video

### DVD
Il cortometraggio è incluso nel DVD Walt Disney Treasures: Topolino in bianco e nero, senza doppiaggio italiano.